# Kumbum

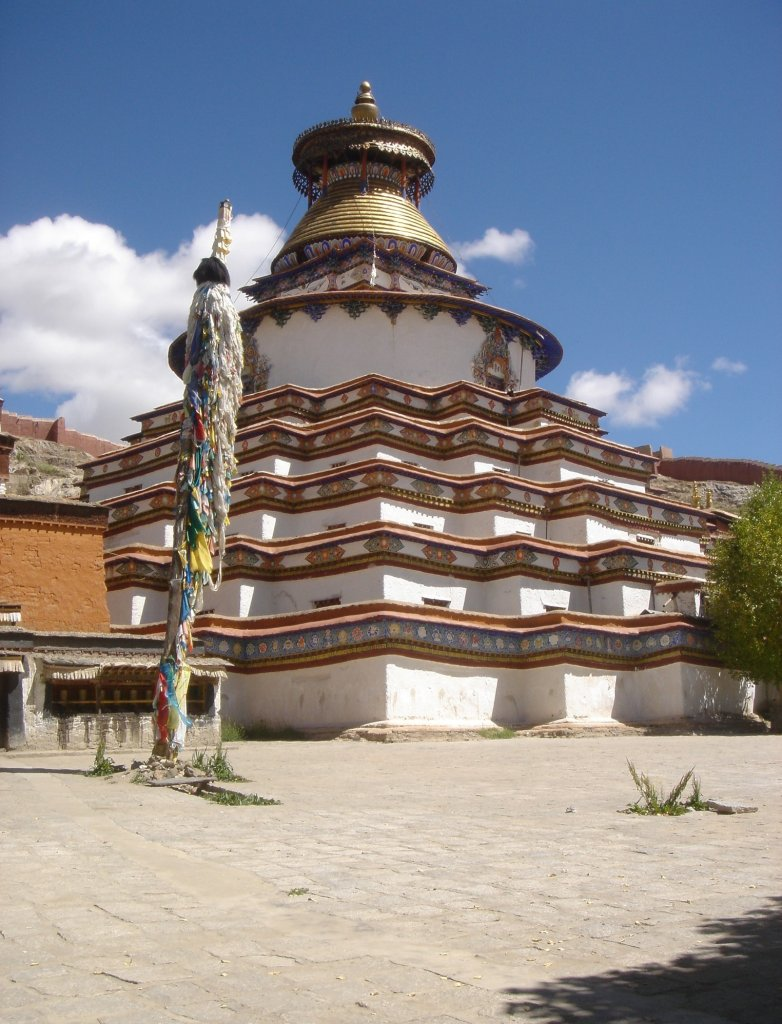
A Gyance Kumbum külseje

A Kumbum (tibeti: sku 'bum, „százezer szent kép”) buddhista kápolnák többemeletes építménye a tibeti buddhizmusban. A leghíresebb kumbumok a Palcso kolostor részét képezik.
A legelső kumbumot 1427 tűz birka évében alapította Gyance egyik helyi hercege. A kilenc szintből (vagy sorból, lhakang) álló, 35 méter magas épület tetején arany dóm áll. Hetvenhét kápolnája adják az oldalfalait. Az építmény szobrainak többsége megsérült a kulturális forradalom idején, ezeket mára agyagszobrokkal helyettesítették ugyan, azonban ezek nem adják vissza az eredeti szobrok művészi értékét. A navar és helyi eredeti stílusú freskók a 14. századból valók.
A kumbum vagy más néven nagy gomang („sokajtós”) sztúpa Gyancében egy háromdimenziós mandala, amely a buddhista világegyetemet hivatott ábrázolni. A mandalák segítik a buddhista gyakorlókat a megvilágosodáshoz vezető ösvényen. A kumbum falain nagy számban található istenségek képei, például Vadzsradhára, a kozmikus Buddha legfelül helyezkedik el.
A kumbum kilenc szintjének szerkezete igazodik a szakja iskola Drubtab Kantu című tantra rövid összefoglalójához. Ezáltal minden szint egy újabb mandalát formáz és az egész kumbum egy háromdimenziós ösvényt jelenít meg."
A legismertebb kumbum az 1497-ben épült Gyance kumbum, de létezik még a Dzsonang kolostor területén is, amelyet Dolpopa Serab Gyalcen építtetett 1333-ban. Egy másik ismert kumbum a Pel rivocse területén lévő Csung rivocse kumbun, amelyet Thang Tong Gyalpo emeltetett 1449-ben. Található még kumbum a Kumbum kolostorban a kínai Hszining város mellett, Csinghaj tartományban.

## Galéria

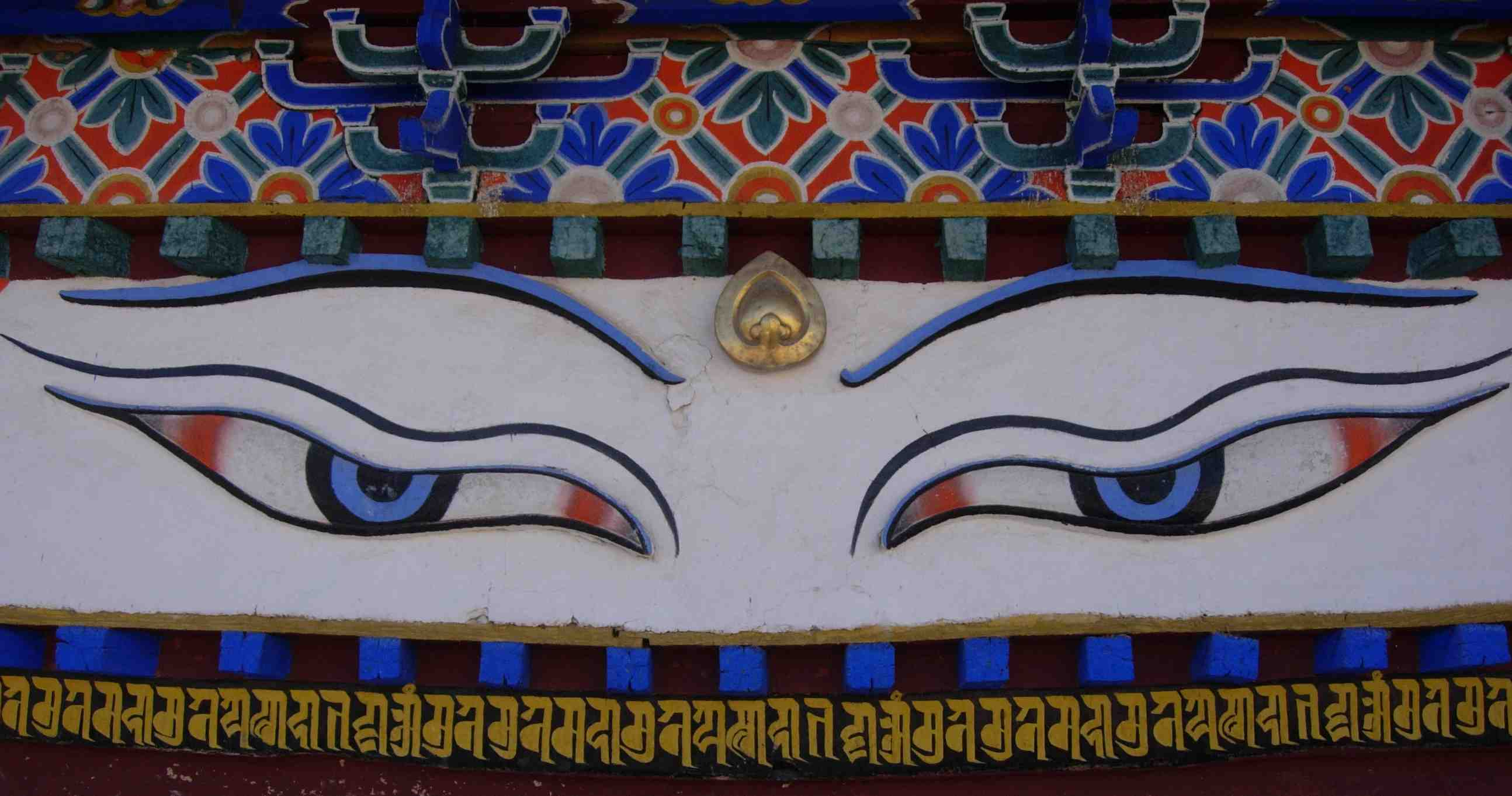
Műalkotás a gyancei kumbum külső falán
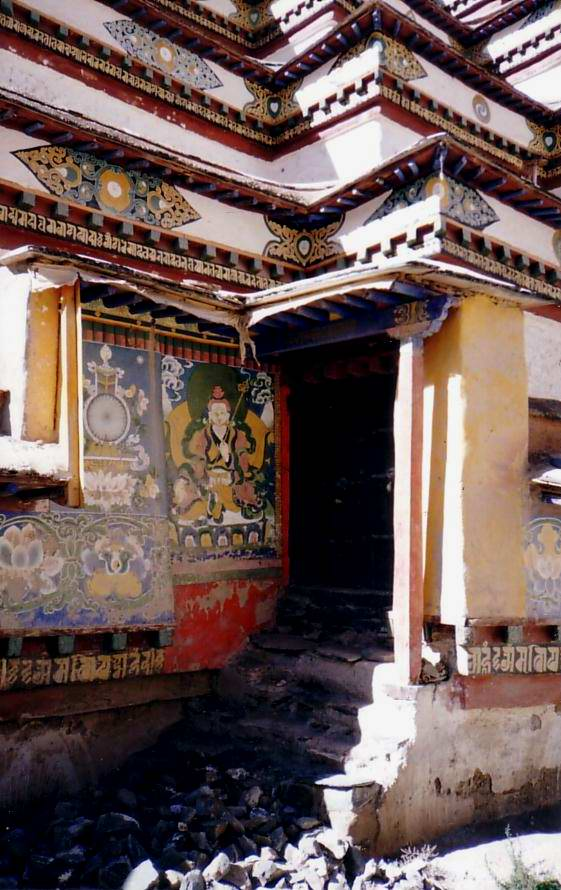
A Pango csörten bejárata, Gyance, 1993
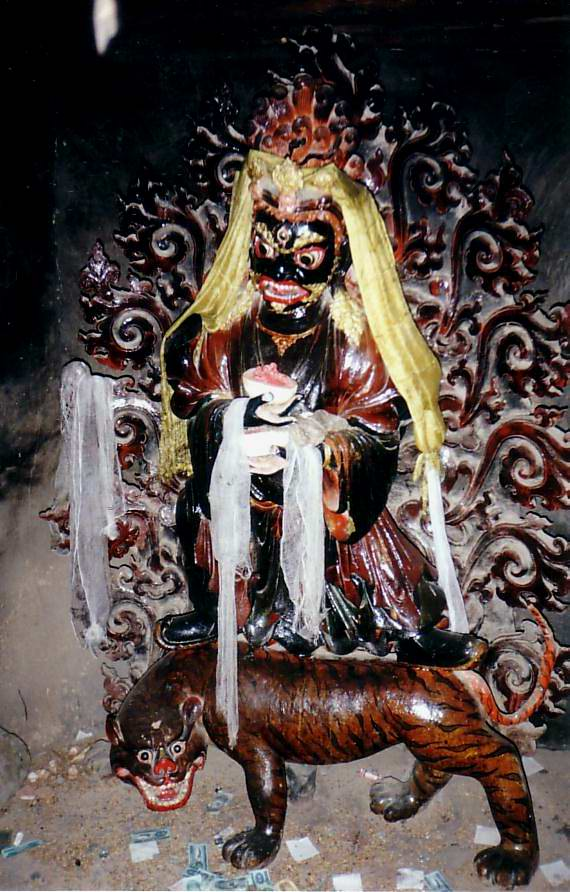
Haragos istenség, Pango csörten, Gyance.
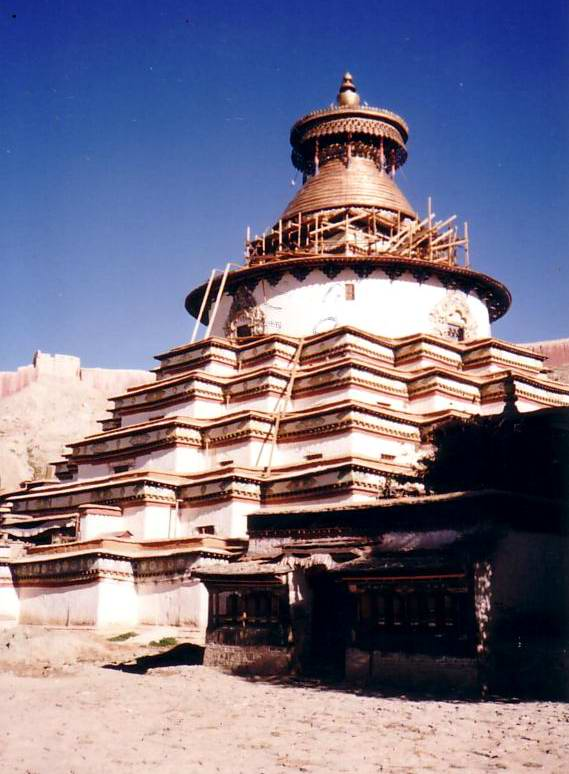
Pango csörten, Gyance.
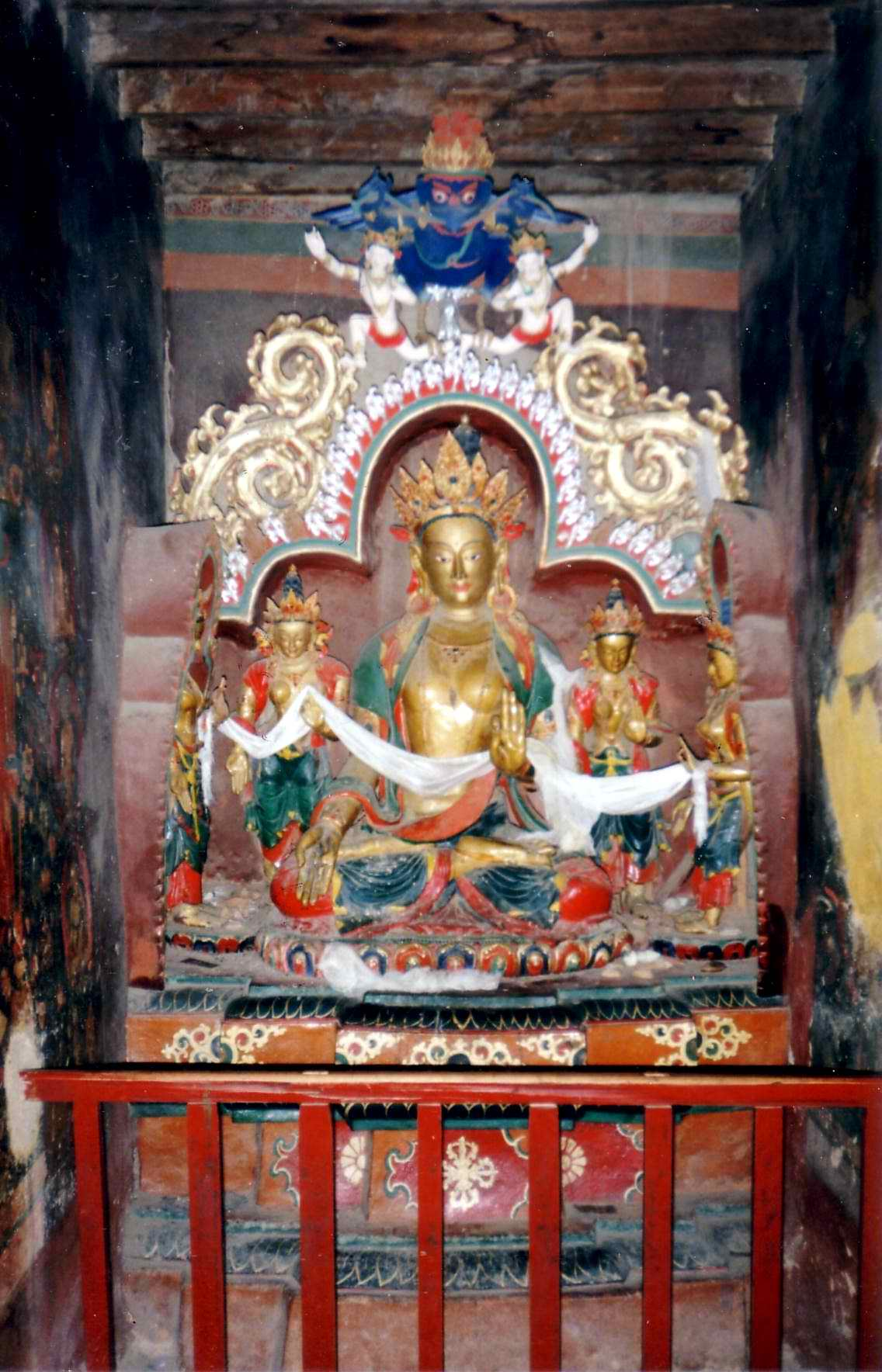
Tara szobor. Gyance Kumbum. 1993
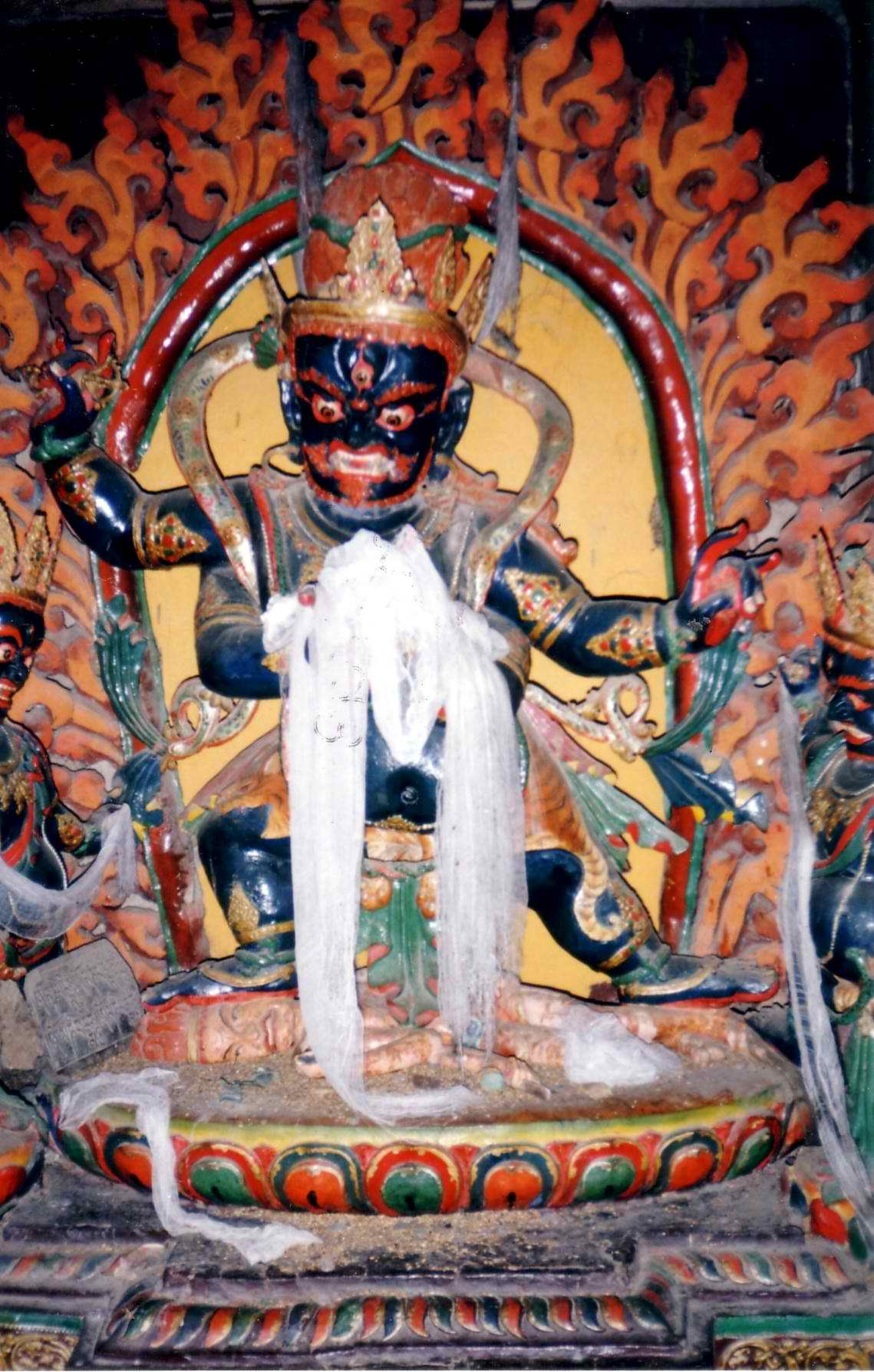
Védelmező istenség, Gyance Kumbum. 1993
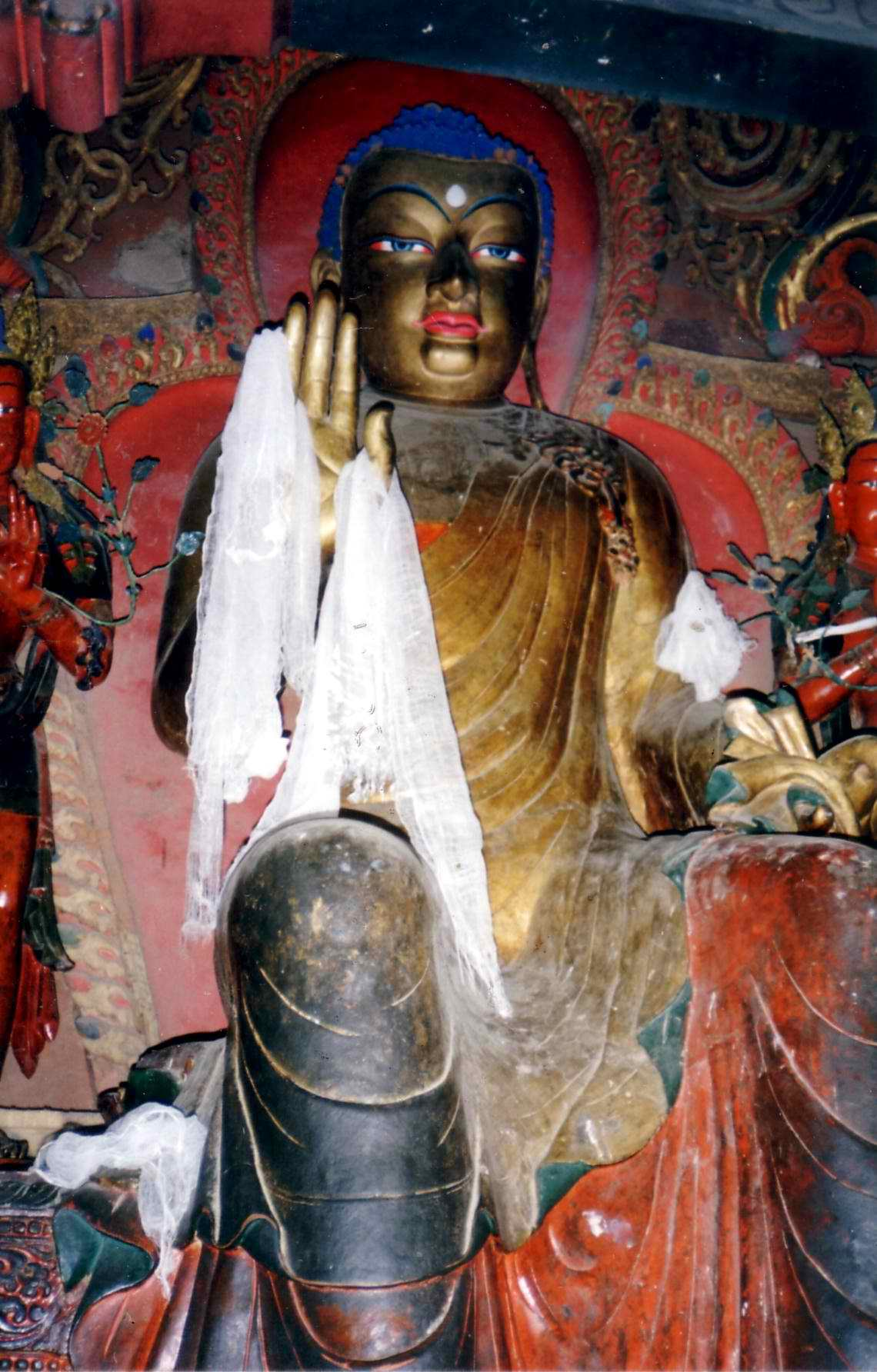
Ülő Buddha, Gyance Kumbum. 1993
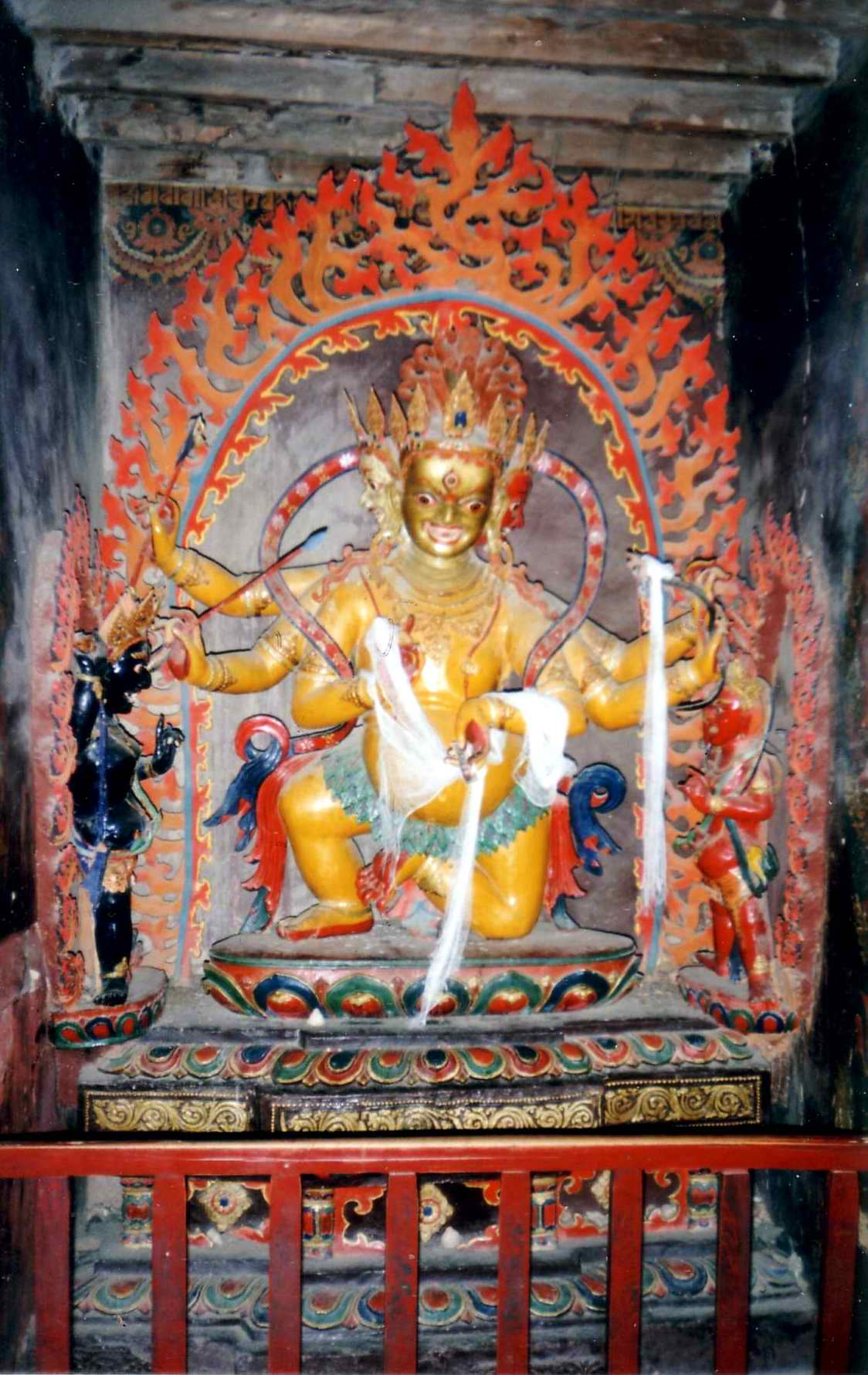
Istenség, Gyance Kumbum. 1993
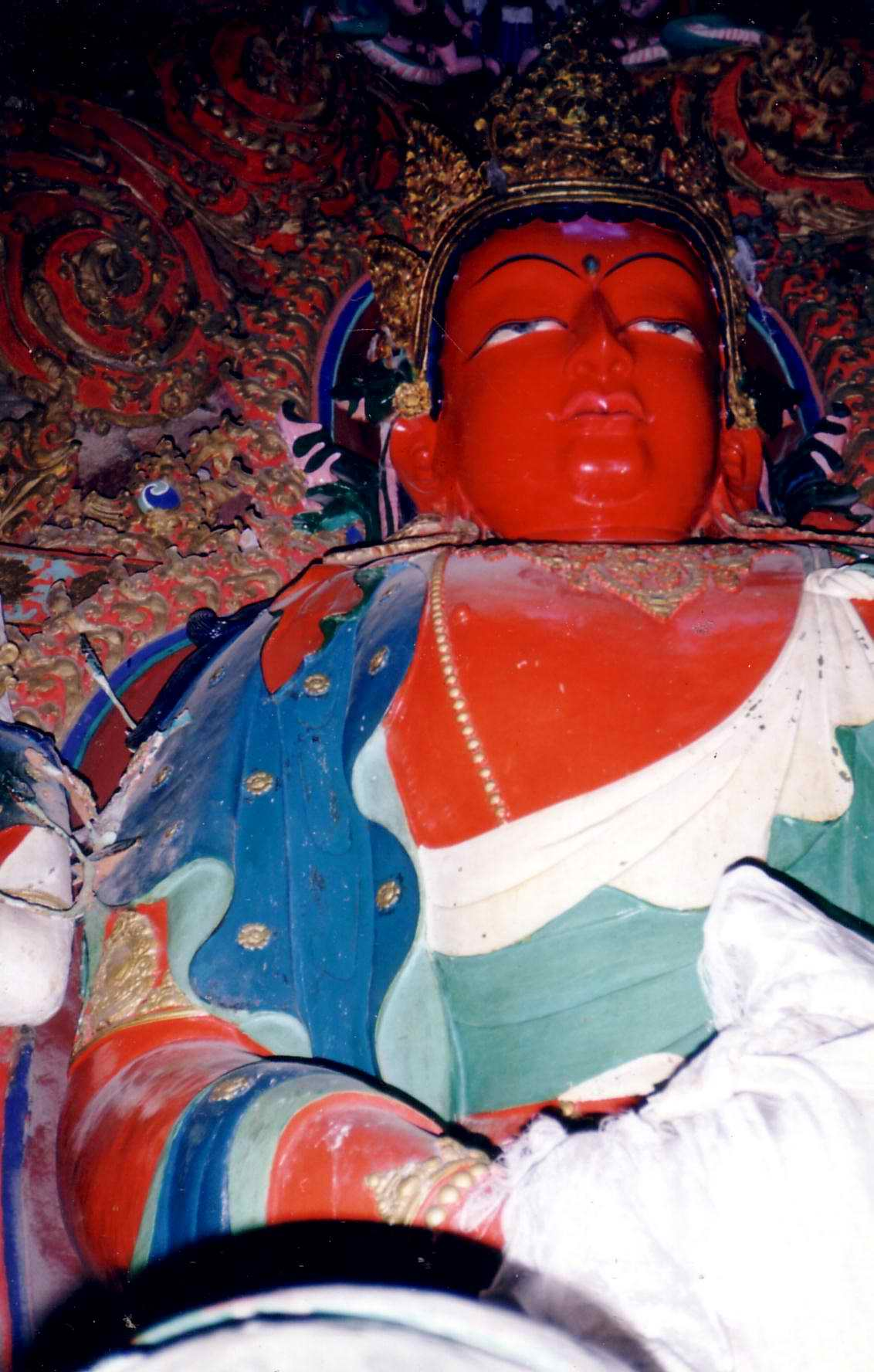
Szobor, Gyance Kumbum. 1993
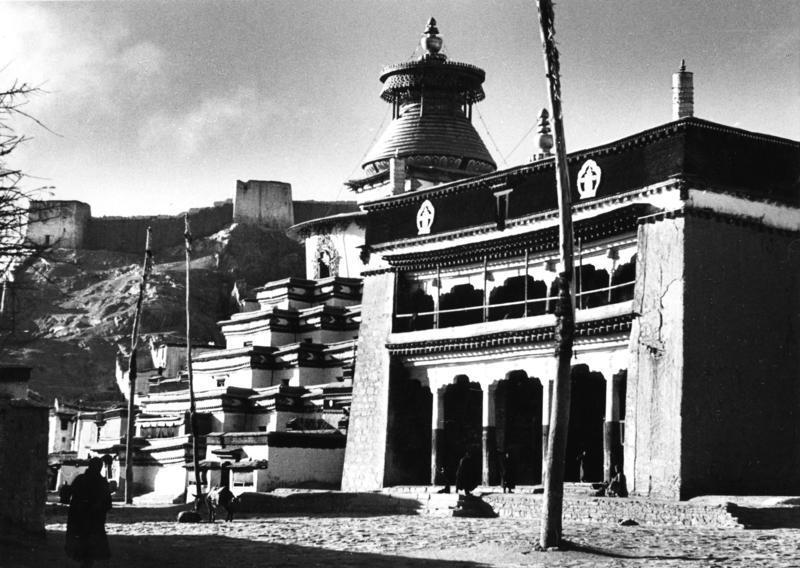
A gyancei kumbum és a gompa, 1938